# Resolució 1585 del Consell de Seguretat de les Nacions Unides
La Resolució 1585 del Consell de Seguretat de les Nacions Unides fou adoptada per unanimitat el 10 de març de 2005. Després de recordar resolucions 1547 (2004), 1556 (2004) i 1574 (2004) sobre la situació al Sudan, el Consell va ampliar el mandat de la Missió Avançada de les Nacions Unides al Sudan (UNAMIS) durant un període d'una setmana.
El mandat es va prorrogar fins al 17 de març de 2005, per tal de permetre nous debats del Consell de Seguretat sobre la qüestió. En dues setmanes, la Missió de les Nacions Unides al Sudan seria establerta.